# Консолидация грунта

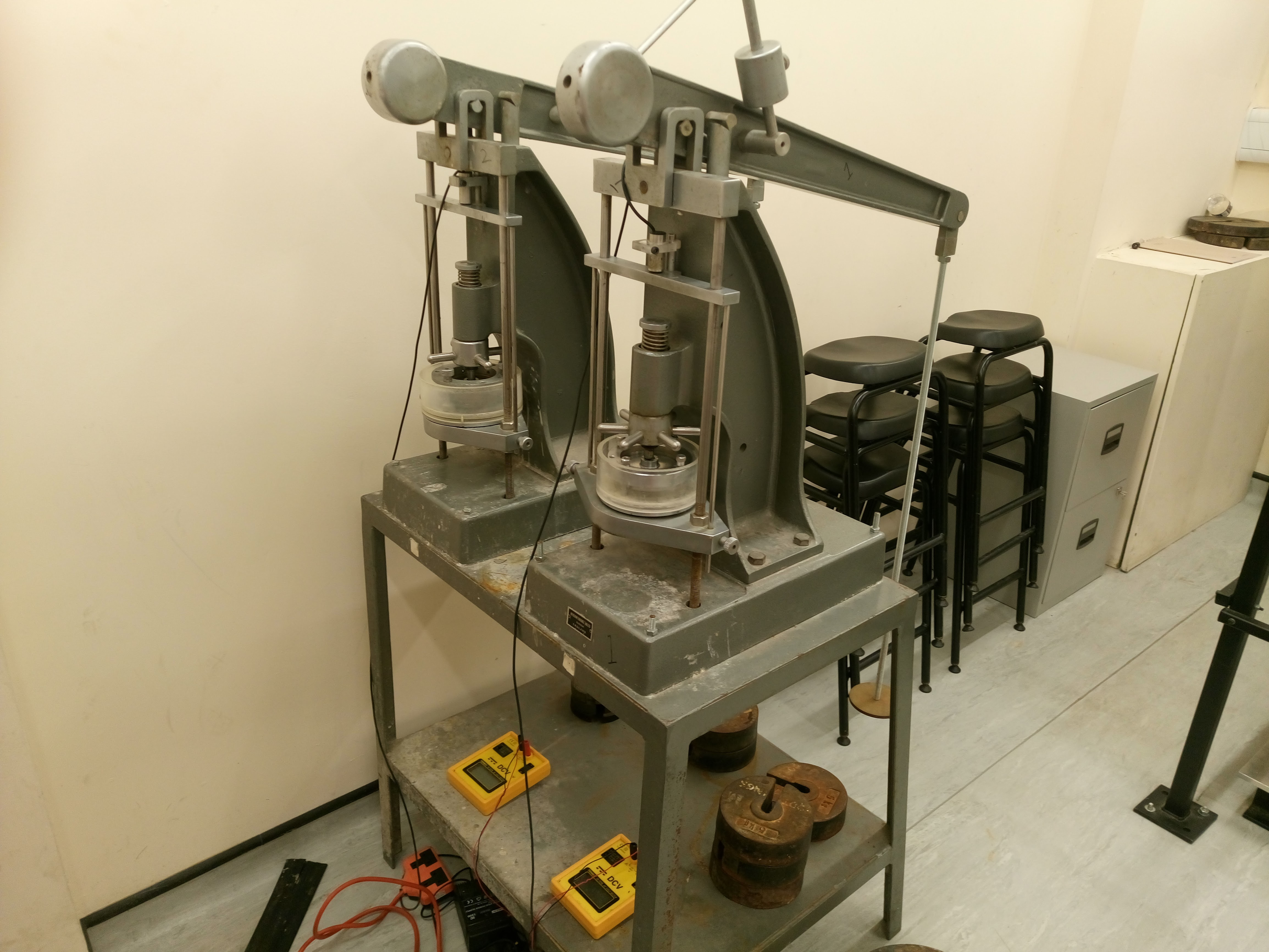
Два одометра в Кембриджском университете. Для грунта одномерно сжатого водонасыщенного слоя грунта в одометре: →

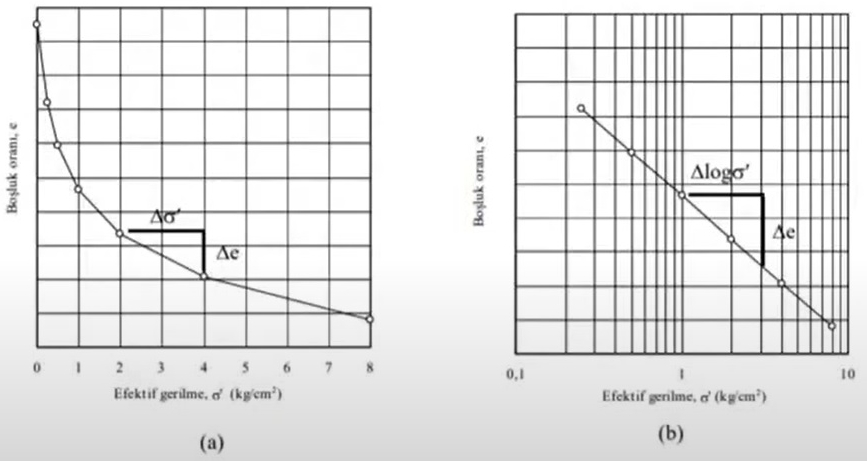
График зависимости коэффициента пустот от эффективного напряжения в обычной и логарифмической шкале (см. рисунок справа).

Консолидация грунта (по Карлу фон Терцаги) — уменьшение содержания воды в насыщенном грунте без замены воды воздухом. Процесс изменения объёма грунта за счет постепенного вытеснения или поглощения воды при длительных статических нагрузках. Из-за диффузии воды в скелете грунта возникает ползучесть, медленное измение объема при постоянном эффективном напряжении в течение более длительного периода времени, чем консолидация. Чтобы различать эти два механизма, введены понятия «первичная консолидация» (англ. primary consolidation, консолидации из-за рассеяния избыточного давления воды) и «вторичная консолидация» (ползучесть; влияние переориентации частиц, particles reorientation).
Эффект консолидации наиболее заметен, когда здание стоит на грунте с низкой жёсткостью и низкой водопроницаемостью, например на морской глине, что приводит к значительной осадке в течение многих лет. Риск консолидации велик на намывных территориях, при строительстве насыпей, а также проходке туннелей и устройстве подвалов в глине. Геотехники используют одометры для количественной оценки консолидации.
Глины подвергаются консолидации, оседанию не только под действием внешних нагрузок (дополнительных нагрузок), но и под действием собственного веса или веса грунтов, существующих над глиной.
Глины также подвергаются оседанию при обезвоживании (откачке грунтовых вод), потому что эффективное напряжение на глину увеличивается.
Крупнозернистые грунты не подвергаются консолидации из-за высокой по сравнению с глинами гидравлической проводимости. Вместо этого они подвергаются немедленной осадке.
Когда грунт, насыщенный водой, подвергается увеличению давления, высокая объемная жесткость воды, равная 2000 МПа обеспечивает поглощение напряжения без изменения объема в насыщенном грунте, создавая избыточное поровое давление воды. По мере того как вода диффундирует из областей с высоким давлением из-за просачивания, грунт постепенно воспринимает изменение давления и сжимается в объеме.

## Графическое представление консолидации грунта
Большинство параметров консолидации находят, анализируя зависимости коэффициента пустотности от эффективного напряжения, которые можно представить в обычной и логарифмической шкале.

### Зависимость коэффициента пустот от эффективного напряжения в логарифмической шкале

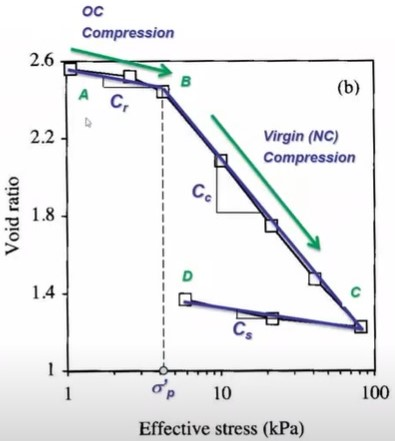
«Участок C_{c}» указывает на то что грунт ранее не видел текущих эффективных напряжений (англ. virgin consolidation, девственная консолидация), в связи с чем происходит резкое изменение пустотности. Зная значения и можно построить кривую компресионного сжатия по уравнению, где и — коэффициент пустотности в конце консолидации при действующих напряжениях и соответственно. Участки точек е1 и е2 можно выбирать в любом месте прямой линии тангенс будет одинаковым.

Когда к грунту прикладывается напряжение, частицы грунта компонуются, вода выжимается. В случае использования логарифмической зависимости между объемом образца почвы и эффективным напряжением константа пропорциональности (изменение коэффициента пустотности на порядок изменения эффективного напряжения) известна как индекс сжатия и обозначается символом {\displaystyle \lambda } при расчете в натуральном логарифме и {\displaystyle C_{C}} при расчете в логарифме по основанию 10.
Для нормально консолидированных грунтов может соблюдаться равенство {\displaystyle C_{C}}=0.009*(LL-10), для переуплотнённых грунтов {\displaystyle C_{C}}=0.007*(LL-10). {\displaystyle C_{r}}/{\displaystyle C_{C}}=0,1~0,2 или через IP: {\displaystyle C_{C}}=PI/74, {\displaystyle C_{ur}}=PI/384.

### Участок Cr
На «участке Cr» грунт ранее «видел» текущие эффективные напряжения. Участок Cr (индекс рекомпресии, англ. swelling) появляется в переуплотненных грунтах, где конечное эффективное напряжение меньше напряжения предварительного уплотнения OCR. На этом участке можно увидеть, что при повышении эффективного напряжения пустотность изменяется слабо, изменение объема слабо выражено, так как грунт в своей истории повторно воспринимает ту же нагрузку и реакции не дает.

#### Участок Cs

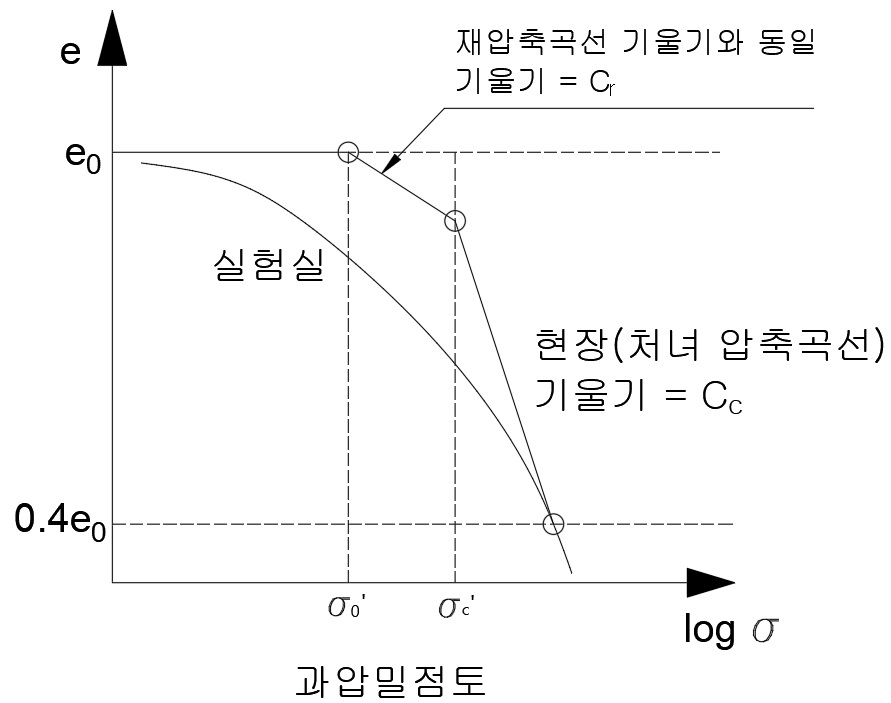
Кривая C_{c}, приблизительно пересекает лабораторную кривую при коэффициенте пустотности 0.42 (Terzaghi and Peck, 1967). — коэффициент пустотности глины в поле.

Когда напряжение с консолидированного грунта снимается, грунт восстанавливает часть объема, утраченного в процессе консолидации. При повторном приложении напряжения грунт снова будет уплотняться по кривой рекомпрессии, определяемой индексом рекомпрессии. Тангенс угла наклона касательной к линий набухания и рекомпрессии на графике идеализированно принимают одинаковым как «индекс набухания» (обозначается символом {\displaystyle \kappa } при расчете в натуральном логарифме и {\displaystyle C_{S}} при расчете по основанию 10). При разгрузке все упругие деформации убираются а пластические остаються. Модуль разгрузки на этом участке важен, с точки зрения пластики грунта.
Когда конечное эффективное напряжение больше, чем OCR, эти два уравнения должны использоваться в комбинации для моделирования как части повторного сжатия, так и части исходного сжатия процессов консолидации, как показано ниже:
{\displaystyle \Delta H={\frac {C_{r}H}{1+e_{0}}}\log \left({\frac {\sigma _{zc}'}{\sigma _{z0}'}}\right)+{\frac {C_{c}H}{1+e_{0}}}\log \left({\frac {\sigma _{zf}'}{\sigma _{zc}'}}\right)\ }
где σ zc — напряжение предварительного уплотнения грунта.
Этот метод предполагает, что консолидация происходит только в одном измерении по оси Z. Лабораторные данные используются для построения графика зависимости деформации или коэффициента пустотности от эффективного напряжения, где ось эффективного напряжения находится в логарифмической шкале . Наклон графика — это индекс сжатия или индекс рекомпресии.

### Зависимость коэффициента пустот от эффективного напряжения в обычной шкале
Консолидацию можно представить как зависимость коэффициента пустотности от эффективного напряжения в обычной и логарифмической шкале (справа). Из обычного графика находят коэффициент сжимаемости {\displaystyle a_{v}={\frac {\Delta e}{\Delta \sigma ^{'}}}} (в России используется обозначение {\displaystyle m_{0}}), коэффициент относительной сжимаемости или коэффициент объемной сжимаемости {\displaystyle m_{v}={\frac {a_{v}}{1+e_{0}}}}. Используя эти коэффициенты можно вычислить изменение высоты образца в одометре {\displaystyle \Delta H=H_{0}{\frac {a_{v}}{1+e_{0}}}\Delta \sigma ^{'}=H_{0}m_{v}\Delta \sigma ^{'}}.
Из графика в логарифмической шкале берется индекс компрессии {\displaystyle C_{C}={\frac {\Delta e}{\Delta log\sigma ^{'}}}}, который имеет большее практическое значение для расчетов.
Сжимаемость насыщенных образцов глинистых минералов возрастает в ряду каолинит <иллит<смектит. Индекс сжатия Сс, определяемый как изменение пористости при 10-кратном увеличении давления консолидации, находится в пределах от 0,19 до 0,28 для каолинита, от 0,50 до 1,10 для иллита и от 1,0 до 2,6 для монтмориллонита, для различных ионных формы. Чем более сжимаема глина, тем более выражено влияние типа катиона и концентрации электролита на сжимаемость.

### Одометрический модуль деформации

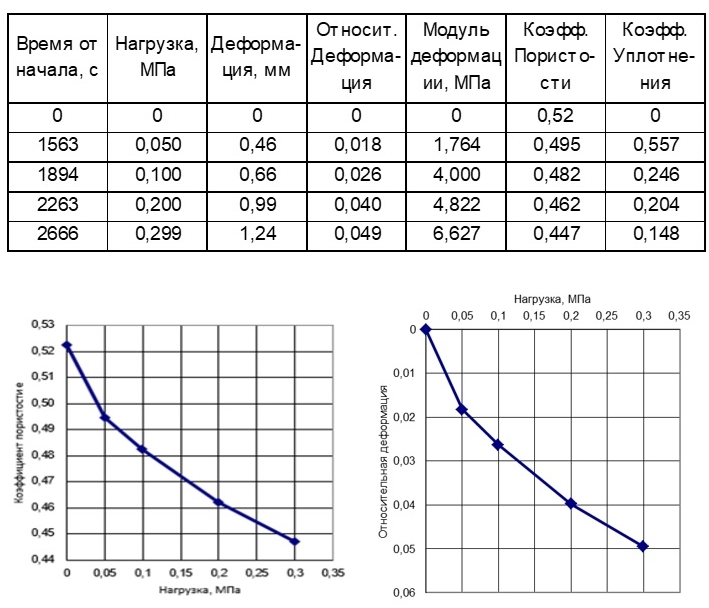
Одометрический график можно нарисовать в двух вариантах осей: нагрузка/относительная девормация, нагрузка/коэффициент пористости.

Одометрический модуль деформации {\displaystyle E_{oed}}, получают в ходе консолидационных испытаний, он связан с модулем деформации по данным компрессионных испытаний {\displaystyle E_{k}}.
Одометрический модуль деформации {\displaystyle E_{oed}} является секущим модулем, который действует для определенного интервала напряжения. Одометрический модуль деформации {\displaystyle E_{oed}} и модуль деформации по данным компрессионных испытаний {\displaystyle E_{k}} , МПа, в заданном интервале давлений {\displaystyle \Delta p} (секущие модули) вычисляем с точностью 0,1 МПа по формулам: {\displaystyle E_{oed}={\frac {\Delta p}{\Delta \varepsilon }}}, где {\displaystyle \Delta \varepsilon } — относительные деформации при соответствующих ступенях нагружения. При испытании песков первую ступень давления принимают в зависимости от степени пустотности, а при испытании глинистых грунтов в зависимости от нижнего текучести IL.
Установлению взаимосвязи компрессионного и штампового модуля деформации всегда уделялось большое внимание. Результатом исследований А. И. Агишева и О. И. Игнатовой стала таблица переходных коэффициентов mk к E, разработанная для глинистых грунтов четвертичных отложений. На протяжении многих лет она в неизменном виде переходила из одних норм в другие.
Модифицированный коэффициент компрессии {\displaystyle \lambda ^{*}} вычисляется по формуле: {\displaystyle \lambda ^{*}={\frac {C_{C}}{2,3(1+e_{0})}}}.
Компрессионный модуль деформации {\displaystyle E_{k}} вычисляется по формуле: {\displaystyle E_{k}=E_{oed}*\beta }, где {\displaystyle \beta } — коэффициент, учитывающий боковые деформации равный {\displaystyle \beta =1-{\frac {2\upsilon ^{2}}{1-\upsilon }}}.

### Связь напряжения предварительного уплотнения с консолидацией

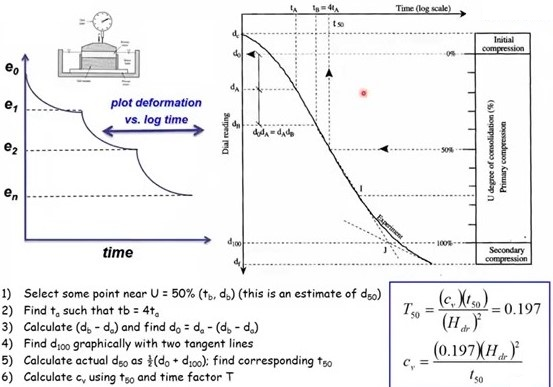
Логарифмический метод определения консолидации.

Грунт, с которой снята нагрузка, считается «переуплотненным». Это относится к грунтам, на которых ранее были ледники . Наибольшее напряжение, которому он подвергался, называется «напряжением предварительного уплотнения». Коэффициент переуплотнения (OCR) определяется как максимальное испытанное напряжение, деленное на текущее напряжение (таким образом OCR не может быть меньше 1). Грунт, который в настоящее время испытывает наибольшее напряжение, называется «нормально консолидированным» (NC) и имеет OCR=1. Грунт можно считать «неуплотненным» сразу после приложения новой нагрузки, но до того, как избыточное поровое давление воды рассеется. Иногда слои почвы, образующиеся в результате естественного отложения в реках и морях, могут иметь исключительно низкую плотность, которую невозможно получить с помощью одометра; этот процесс известен как «внутренняя консолидация».. Грунт, который в настоящее время испытывает напряжения, меньше чем испытывал в прошлом называется «переконсолидированным, переуплотненным» (Overconsolidation, OC) и имеет OCR>1. Такие грунты считаются идеальными для оснований сооружений, так как дают меньшую осадку и могут выдержать больше нагрузки, имеют высокую прочность на сдвиг.

## Зависимость от времени

### Аналог с пружиной

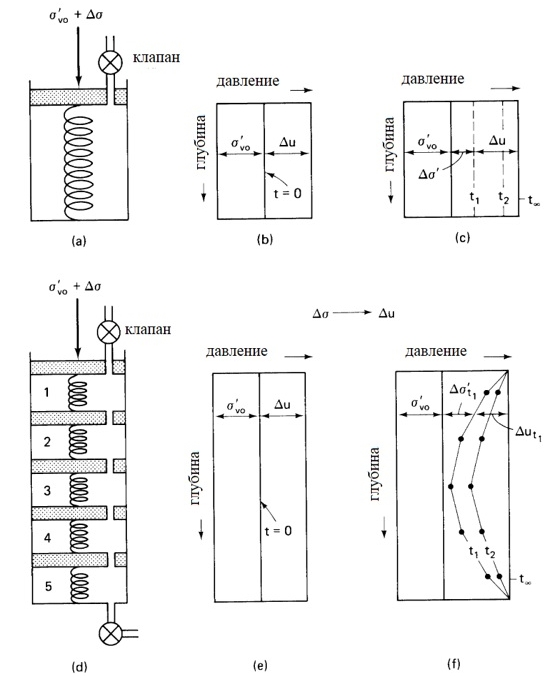
Аналогия с пружиной для консолидации: (a)—(c) — модель одного слоя грунта; (d)—(f) — модель для нескольких слоев грунта. На рисунке (a-c) показаны поршень и клапан, соединенные с пружиной в одном цилиндре. Диаграмма давление-глубина приведена на рисунке b. Пружина представляется как грунт, а вода, наполняющая контейнер, представляет поровую воду в грунте.

Грунт (пружина), находится в равновесии при начальном эффективном напряжении {\displaystyle \sigma _{\mathrm {v0} }^{/}} Предположим, что вся нагрузка на поршень {\displaystyle \Delta \sigma ^{/}}, первоначально передается на избыточное давление поровой воды. (гидростатическое давление {\displaystyle \Delta u^{/}}. Это линейное (одноосное) напряженное состояние, которое не относится к объемному (трехосному) напряженному состоянию. Со временем вода сжимается, выбрасывается из клапана, и избыточное поровое давление уменьшается. При постепенной передаче напряжения и эффективного напряжения от поровой воды к скелету грунта одновременно происходит усиление напряжения.
На рисунке c начальное эффективное напряжение {\displaystyle \sigma _{\mathrm {v0} }^{/}}, изменение эффективного напряжения {\displaystyle \Delta \sigma ^{/}} (увеличение), избыточное поровое давление {\displaystyle \Delta u}, в момент времени t ={\displaystyle t=t_{1}}
Вертикальные пунктирные линии t1, t2 указывают время от начала нагрузки. С точки зрения представления синхронности эти линии называются изохронными (изобары — это контуры изобар на карте погоды; изопахита- линия на карте, проведенная через точки, соответствующие одинаковой мощности пласта горной породы; изотаха — линия на географической карте, соединяющая точки с равным значением скорости ветра). Спустя годы все избыточное поровое давление будет рассеяно, и эффективное напряжение будет равно сумме начального напряжения и приращения приложенного напряжения. Величина осадки поршня в это время напрямую зависит от количества воды, выбрасываемой из цилиндра.
Типичный слой земли намного сложнее, чем модель, показанная на рис. a-c. Увеличим количество пружин, поршней и клапанов, как на рисунке d. Теперь дренаж происходит на каждом поршне и клапане, что позволяет осуществлять слив сверху и снизу с внутренним сливом. Для того, чтобы вода могла выливаться из цилиндров с номерами 2, 3 и 4, часть воды из цилиндров с номерами 1 и 5 должна быть предварительно слита. Точно так же перед тем, как вода будет слита из цилиндра № 3, произойдет некоторый слив в цилиндрах № 2 и № 4. Поскольку все клапаны открыты, при приложении внешнего напряжения вода начнет вытекать из верхнего и нижнего цилиндров. Это приведет к внезапному снижению избыточного порового давления воды во всех цилиндрах. Как видно на рисунке f, изохоры порового давления воды смещаются вправо со временем. Они представлены разделенными линиями из-за ограниченного количества поршней и клапанов. При неограниченном количестве поршней изохоры, которые более точно представляют физические события, происходящие во время консолидации грунтовых отложений, будут иметь более пологие кривые.
На рисунке d-f можно видеть, что уменьшение давления воды {\displaystyle \sigma _{t_{i}}^{'}}, образовавшееся в середине двойного дренажа, за время {\displaystyle t=t_{1}}, мало по сравнению с изменением давления воды у границы слоя. Это связано с тем, что сливной путь среднего цилиндра намного длиннее, чем у цилиндров № 1 и № 5.

### Время консолидации

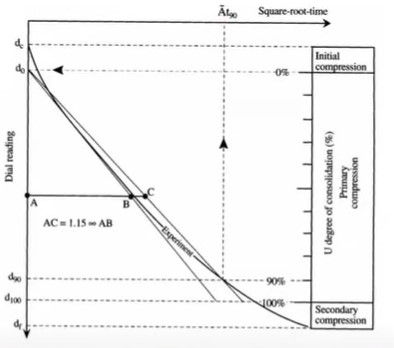
Метод квадратного корня для определения времени
Предпочтительный метод на практике (не нужно ждать).1.Экстраполируйте линейную часть назад, чтобы найти. 2. Измерьте длину сегмента AB (линейный участок).3.Нарисуйте AC так, чтобы AS=1.15 (AB).4. Проведите линию через и C, чтобы найти и .5. Посчитайте используя и фактор времени T

Время консолидации можно предсказать. Это особенно верно для насыщенных глин, потому что их гидравлическая проводимость чрезвычайно низка, и это приводит к тому, что вода уходит из почвы исключительно долго. Во время дренажа поровое давление воды выше нормального, потому что она несет часть приложенного напряжения (в отличие от частиц почвы).
{\displaystyle T_{v}={\frac {c_{v}*t}{(H_{dr})^{2}}}\ }
где T v — фактор времени, H dr — средний самый длинный путь стока при консолидации, t — время измерения.
C v определяется как коэффициент консолидации, найденный логарифмическим методом по формуле
{\displaystyle C_{v}={\frac {T_{50}H_{dr}^{2}}{t_{50}}}}
или через корневой метод с
{\displaystyle C_{v}={\frac {T_{95}H_{dr}^{2}}{t_{95}}}}
t 50 время до 50 % деформации (уплотнение) и t 95 95 %
Где Т 95 =1,129 и Т 50 =0,197.
Коэффициент консолидации {\displaystyle m/s^{2}} находится в пределах {\displaystyle (12-90)*10^{-8}} каолинита, {\displaystyle (0,3-2,4)*10^{-8}} для иллита и {\displaystyle (0,06-0,3)*10^{-8}} для монтмориллонита.

## Осадка

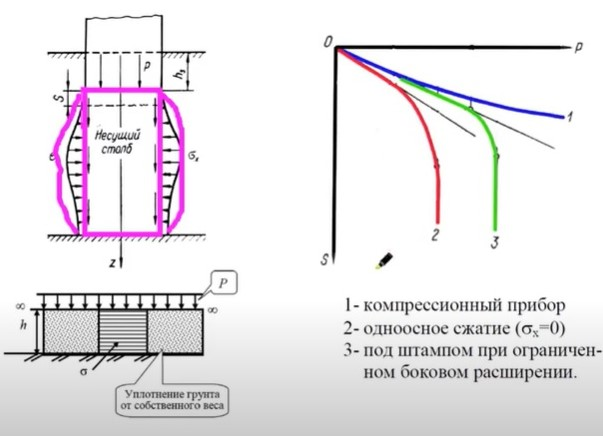
Осадка под штампом компрессионом и одноосном сжатии

Уравнение для оценки осадки здания:
{\displaystyle \Delta H={\frac {C_{r}H}{1+e_{0}}}\log \left({\frac {\sigma _{zc}'}{\sigma _{z0}'}}\right)+{\frac {C_{c}H}{1+e_{0}}}\log \left({\frac {\sigma _{zf}'}{\sigma _{zc}'}}\right)\ }
где
{\displaystyle \Delta H} — осадка за счет консолидации, H — высота слоя грунта.
Cc — индекс сжатия (сжимаемость).
e0 — начальный коэффициент пустотности .
σzf — конечное вертикальное напряжение.
σz0 — начальное вертикальное напряжение.

### Пример расчета консолидационной осадки
Осадка для первого слоя глины

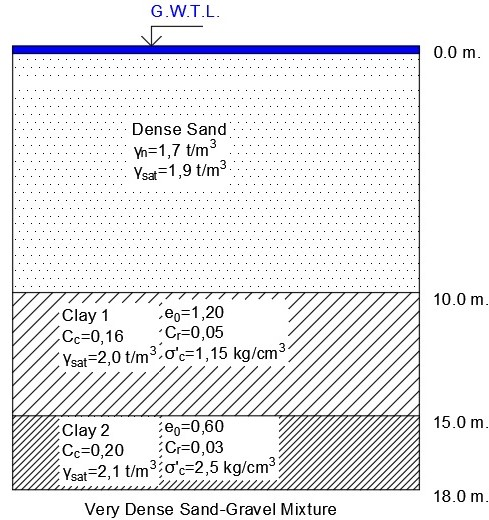
Пример расчета консолидационной осадки.

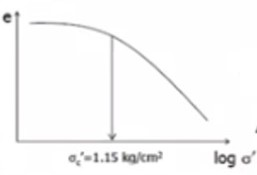
К расчету осадки первого слоя глины.

Эффективные напряжения в середине 1 слоя грунта (пока без насыпи) {\displaystyle \sigma _{0}^{'}=(1.9-1.0)*10+(2.0-1.0)*2.5=11.5} т/м³. Так как эффективные напряжения оказались равны давлению предварительного уплотнения {\displaystyle \sigma _{0}^{'}=\sigma _{c}^{,}=11.5} т/м³ сразу переходим на «второй участок» кривой зависимости коэффициента пустот от эффективного напряжения в логарифмической шкале (осадки от Cr не будет, осадку будет давать только второй участок). На «втором участке» грунт увидит никогда не видящие напряжения.
Дополнительная нагрузка от насыпи {\displaystyle \Delta \sigma ^{'}=2*15=30} т/м³.
{\displaystyle \Delta H_{1}={\frac {C_{c}}{1+e_{0}}}H\log \left({\frac {\sigma _{zf}'}{\sigma _{z0}'}}\right)\ ={\frac {0,16}{1+1,2}}*500*\log \left({\frac {1,15+3}{1,15}}\right)\ =20,26} см.
Осадка для второго слоя глины
Эффективные напряжения в середине 2 слоя глины (пока без насыпи) {\displaystyle \sigma _{0}^{'}=(1.9-1.0)*10+(2.0-1.0)*5+(2.1-1.0)*1,5=1.565} кг/см³. Так как Давление предварительного уплотнения {\displaystyle \sigma _{c}^{,}=2.5} кг/см³ больше эффективных напряжений {\displaystyle \sigma _{0}^{'}=1.565} кг/см³, осадка будет и от «первого и второго участка» кривой зависимости коэффициента пустот от эффективного напряжения в логарифмической шкале (так как «эффективные напряжения грунта находятся в первом участке, а осадка от второго участка будет априори»):
{\displaystyle \Delta H_{2}={\frac {C_{r}}{1+e_{0}}}H\log \left({\frac {\sigma _{zf}'}{\sigma _{z0}'}}\right)+{\frac {C_{c}}{1+e_{0}}}H\log \left({\frac {\sigma _{zf}'}{\sigma _{z0}'}}\right)\ ={\frac {0,03}{1+0,6}}*300*\log \left({\frac {2.5}{1.565}}\right)+{\frac {0,20}{1+0,6}}*300*\log \left({\frac {1.565+3}{2.5}}\right)=1.1+9.8} см
Полная осадка от двух слоев глины
{\displaystyle \sum \Delta H=20.26+1.1+9.8=31.16}

## Ползучесть
Приведенная выше теоретическая формулировка предполагает, что зависящее от времени изменение объема единицы грунта зависит только от изменений эффективного напряжения из-за постепенного восстановления стационарного порового давления воды. Это относится к большинству типов песка и глины с низким содержанием органического материала. Однако в почвах с большим количеством органического материала, таких как торф, также возникает явление ползучести, при котором грунт постепенно изменяет объем при постоянном эффективном напряжении. Ползучесть почвы обычно вызывается вязким поведением системы глина-вода и сжатием органического вещества.
Этот процесс ползучести иногда называют «вторичной консолидацией», поскольку он также включает постепенное изменение объема почвы в ответ на приложение нагрузки; обозначение «вторичное» отличает его от «первичного уплотнения», которое относится к изменению объема из-за рассеяния избыточного порового давления воды. Ползучесть обычно происходит в течение более длительного времени, чем (первичное) уплотнение, так что даже после восстановления гидростатического давления происходит некоторое сжатие грунта с меньшей скоростью.
Аналитически предполагается, что скорость ползучести экспоненциально затухает со временем с момента приложения нагрузки, что дает формулу:
{\displaystyle S_{s}={\frac {H_{0}}{1+e_{0}}}C_{a}\log \left({\frac {t}{t_{95}}}\right)\ }
Где H0 — высота уплотняющей среды, e0 — начальный коэффициент пустотности, Ca — вторичный индекс сжатия t — рассматриваемый период времени после консолидации t95 — время достижения 95 % консолидации.

## Программа испытаний
Согласно п. 8.6 ГОСТ 12248.4-2020 «Грунты. Определение характеристик деформируемости методом компрессионного сжатия» для глинистых, оргамоминоральных и органических грунтов с коэффициентом водонасыщения Sr < 0; а также несвязных грунтов уплотнение образца на данной ступени нагружения продолжают до момента достижения условной стабилизации деформации образца является ее увеличение не более чем на 0,05 % за период, указанный в табл. 3 ГОСТ 12248.4-2020.
| Вид грунта          | Время стабилизации, ч (согласно USCS CL/ML) |
| ------------------- | ------------------------------------------- |
| песок               | 0,5                                         |
| супеси с PI<7       | 3                                           |
| суглинки с 7<PI<12  | 6                                           |
| суглинки с 12<PI<22 | 9                                           |
| глины с PI<22       | 12 ч                                        |
| глины с PI>22       | 18 ч                                        |
| органический        | 24 ч                                        |

Ступени давления определяют в зависимости от коэффициента пористости(для песков) и IP (для глин) согласно п. 8.2 ГОСТ 12248.4-2020.
Согласно п. 5.4 ГОСТ 12248.4-2020, диапазон давлений, в котором будут проводиться испытания на консолидацию, определяется в программе испытаний с учетом действующего напряжения, вызванного собственным весом грунта и нагрузкой, исходящей от конструкции. По п. 8.3 ГОСТ 12248.4-2020 в ходе испытания конечное давление доводят до значения, заданного программой. При этом общее количество ступеней должно быть не менее пяти.